# 柔福帝姬
柔福帝姬（1112年—1141年），宋徽宗第二十女，母懿肅貴妃王氏，生于政和二年（1112年），《三朝北盟會編》記載其乳名為嬛嬛。
柔福帝姬在靖康之变時被俘北上，嫁给宋徽宗近臣、醫官徐中立之子徐还，在紹興十一年（1141年）在五国城過世；紹興和議後，她的遺骸亦随已故宋徽宗的梓宫返回南宋，被追封为和国长公主安葬。另據《靖康稗史》說法，柔福帝姬閨名「多富」，以金一千錠的價碼，和其他帝姬、王妃一併被送去金朝；途中金朝人「野利」、「國祿」都試圖將她據為己有，相繼被殺。在金太宗臨幸後被編入洗衣院，後來號稱「盖天大王」的完颜宗贤將她許配給徐還。

## 南宋真假帝姬案
建炎四年（1130年）有女子自稱是從金朝逃回南宋的柔福帝姬，宋高宗加封福国长公主，并择永州防御使高世榮为驸马。绍兴十二年（1142年），宋高宗生母韋賢妃等人回到南宋，称真正的柔福帝姬已經過世；經審訊，這位自稱「柔福」者是一位俗姓李的開封比丘尼，這位「偽公主」最後被杖斃。公主生前賜第位於臨安漾沙坑，在她伏誅後府第改為光禄寺官舍；據稱由於她生前虐殺婢女埋在自家府第，在她死後十餘年依然靈異事件頻傳，讓時人不敢住在當地。